# Bárbara Borges
Bárbara da Silva Borges e Cunha (Rio de Janeiro, 26 de janeiro de 1979), também conhecida como Babi Borges, é uma atriz brasileira. Iniciou sua carreira como Paquita em 1995, e em 2001 fez sua estreia nas novelas da Globo como a Luiza em Porto dos Milagres, logo após em 2002 interpretou a vilã Thaissa em Malhação 2002, que fez muito sucesso, em 2004 fez a homossexual Jenifer em Senhora do Destino em 2007 interpretou Clarissa em Duas Caras uma moça que tinha dislexia, entre outras participações como Pé na Jaca, A Diarista, Carga Pesada. Em 2009 assinou contrato com a Record onde fez Elvira, em Bela a Feia, e em 2012 fez a Diva na novela  Balacobaco, em 2017 fez a Polentina em Belaventura e em 2018 interpretou Livona na novela Jesus, participou do Dancing Brasil no mesmo ano e conquistou o terceiro lugar, e em 2022 participou do Reality Show A Fazenda e se tornou a grande campeã com 61,14% dos votos do público.

## Carreira
Sua estreia na televisão foi aos 16 anos como Paquita (assistente de palco da apresentadora Xuxa Meneghel) em 1995, trabalho que durou quatro anos. Em 1999, deixou o grupo para se dedicar a carreira de atriz e, faz sua primeira peça de teatro A Lista, de Oswaldo Montenegro. Entra para a faculdade de Artes Cênicas da UniverCidade, formando-se em 2001 com a peça Hand Bang, de Mark Ravenhill, dirigida por Alexandre de Mello. No mesmo ano participou de sua primeira novela na TV Globo, Porto dos Milagres, como Luisa, novela de Aguinaldo Silva. Em seguida foi convidada pelo ator André Valli para atuar na peça Uma História Muito Estranha. Depois da peça, entra para o elenco da série adolescente Malhação, em que interpretou a vilã Thaíssa a personagem fez sucesso, e acaba ficando por duas temporadas.
Já no ano de 2004, é convidada para a novela Senhora do Destino, de Aguinaldo Silva, onde interpretou a doce homossexual Jennifer ao lado da atriz Mylla Christie. Devido à grande repercussão dessa personagem, em fevereiro de 2005, com 26 anos, faz um ensaio nu para a revista Playboy.
Novamente com Oswaldo Montenegro, participa do musical Léo e Bia. Logo após, faz diversas participações em programas de TV como A Diarista, Sob Nova Direção, Carga Pesada e na novela Pé na Jaca, de Carlos Lombardi. Ao lado de Susana Vieira, atua na peça Namoradinha do Brasil, de Fernando Ceylão. 
Em 2007 participou da novela Duas Caras, também de Aguinaldo Silva, interpretando mais uma personagem complexa e de grande apelo para o público: a jovem Clarissa, uma garota disléxica que tem uma relação muito intensa com sua mãe, Célia Mara, interpretada por Renata Sorrah.
Em 2008 participou do quadro Circo do Faustão no Domingão do Faustão, na TV Globo, e estrou no cinema no filme Vingança, de Paulo Pons.
Em fevereiro de 2009 a atriz assinou contrato com a RecordTV por três anos, e estreou na novela Bela, a Feia, no papel da batalhadora Elvira, uma suburbana assumida e cabeleireira barraqueira, sendo esse o seu primeiro papel de teor cômico na televisão. Em setembro de 2009, Bárbara Borges fez um novo ensaio nu para a revista Playboy. Em 2012 interpreta a pérfida Diva, a grande vilã em Balacobaco, repetindo a dupla entre mocinha e vilã com Juliana Silveira, que também havia feito a protagonista em Malhação dez anos antes ao mesmo tempo que Bárbara era a vilã. Em 2017, após dois filhos, integra o elenco da novela medieval Belaventura interpretando a divertida e fogosa pebléia Polentina. Em 2018 participa do Dancing Brasil e logo depois entra pro elenco da novela Jesus onde interpreta a obsessiva vilã Livona, uma mulher humilde e ambiciosa em busca de ascensão social.
Em 2022, foi convidada para fazer parte da décima quarta edição do reality show A Fazenda da RecordTV, e se tornou a grande campeã pelo voto popular do público com 61,14%.Em 2023,criou a sua própria linha de óculos escuros e se tornou empresária.

## Vida pessoal
Bárbara foi casada com o administrador Pedro Delfino entre 2013 até 2020. Em 15 de junho de 2014 nasceu seu primeiro filho, Martin Bem e em 15 de agosto de 2016 nasceu seu segundo filho Theo Bem.
Em janeiro de 2023, assumiu o namoro com o ator, Iran Malfitano.

## Filmografia

### Televisão
| Ano     | Título             | Personagem / Cargo                | Notas                                             |
| ------- | ------------------ | --------------------------------- | ------------------------------------------------- |
| 1995–99 | Xuxa Park          | Paquita (assistente de palco)     |                                                   |
| 1995–97 | Xuxa Hits          | Paquita (assistente de palco)     |                                                   |
| 1997–99 | Planeta Xuxa       | Paquita (assistente de palco)     |                                                   |
| 2001    | Porto dos Milagres | Luísa Vieira                      |                                                   |
| 2002–03 | Malhação           | Thaíssa Bandiolli / Falsa Bárbara | Temporadas 9–10                                   |
| 2004    | Senhora do Destino | Jennifer Improtta (Jenni)         |                                                   |
| 2005    | Carga Pesada       | Tatiana                           | Episódio: "Estupidez"                             |
| 2005    | Sob Nova Direção   | Moça no motel                     | Episódio: "Como Não Dar um Flagra"                |
| 2006    | A Diarista         | Claudinha                         | Episódio: "Garoto de Ipanema"                     |
| 2007    | Pé na Jaca         | Kátia                             | Episódio: "26 de março"                           |
| 2007    | Duas Caras         | Clarissa de Andrade Couto Melgaço |                                                   |
| 2008    | Casos e Acasos     | Jaque                             | Episódio: "A Garota, o Vestibular e os Ingressos" |
| 2008    | Casos e Acasos     | Débora                            | Episódio: "O Teste, o Gato e o Rejeitado"         |
| 2008    | Circo do Faustão   | Participante (Vice-campeã)        | Temporada 2                                       |
| 2009    | Bela, a Feia       | Elvira Palhares (Vivi)            |                                                   |
| 2012    | Balacobaco         | Diva Paranhos                     |                                                   |
| 2013    | Nova Família Trapo | Sharlene Sheeva / Mulher Lasanha  | Especial de Fim de Ano                            |
| 2017    | Belaventura        | Polentina Alvarez                 |                                                   |
| 2018    | Jesus              | Livona                            |                                                   |
| 2018    | Dancing Brasil     | Participante (3º lugar)           | Temporada 3                                       |
| 2022    | A Fazenda          | Participante (Vencedora)          | Temporada 14                                      |
| 2024    | A Rainha da Pérsia | Helen                             |                                                   |

### Internet
| Ano  | Título        | Personagem / Cargo | Notas |
| ---- | ------------- | ------------------ | ----- |
| 2015 | Xuxa Meneghel | Repórter           |       |

### Cinema
| Ano  | Título               | Personagem     | Notas          |
| ---- | -------------------- | -------------- | -------------- |
| 2008 | Vingança             | Camila Ramalho |                |
| 2011 | Casamento Brasileiro | Camila         |                |
| 2014 | Filho do Crime       | Cátia          | Curta-metragem |

## Teatro
| Ano     | Título                      |
| ------- | --------------------------- |
| 1999    | A Lista                     |
| 2001    | Hand Bang                   |
| 2002    | Uma História Muito Estranha |
| 2005    | Léo e Bia                   |
| 2006–07 | Namoradinha do Brasil       |
| 2009    | Vila de São Vicente         |

## Prêmios e indicações
| Ano  | Prêmio                       | Categoria                           | Trabalho           | Resultado |
| ---- | ---------------------------- | ----------------------------------- | ------------------ | --------- |
| 2001 | Prêmio Qualidade Brasil - RJ | Melhor Atriz Revelação Telenovela   | Porto dos Milagres | Indicada  |
| 2008 | Festival de Gramado          | Melhor Atriz                        | Vingança           | Indicada  |
| 2009 | Prêmio Extra de Televisão    | Melhor Atriz Coadjuvante            | Bela, a Feia       | Indicada  |
| 2010 | Prêmio Contigo! de TV        | Melhor Atriz Coadjuvante            | Bela, a Feia       | Indicada  |
| 2022 | Prêmio Área VIP              | Melhor Participante de Reality Show | A Fazenda 14       | Indicada  |
| 2023 | SEC Awards                   | Estrela em Reality-Show/Competição  | A Fazenda 14       | Indicada  |
| 2023 | Prêmio Jovem Brasileiro      | Melhor Participante de Reality      | A Fazenda 14       | Pendente  |